# Borys Tarasjoek

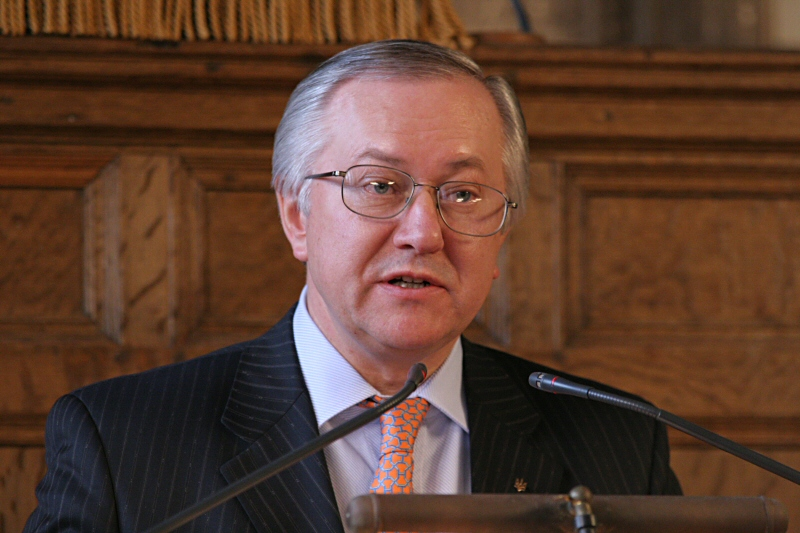
Tarasjoek spreekt op 8 maart 2006 op de Universiteit Leiden

Borys Ivanovytsj Tarasjoek (Oekraïens: Борис Іванович Тарасюк) (Dzerjinsk, Oblast Zjytomyr, 1 januari 1949), is een Oekraïens politicus en voormalig minister van buitenlandse zaken van Oekraïne.

## Biografie
Borys Tarasjoek werd geboren in de Oblast Zjytomyr. In de jaren 1964-1968 studeerde hij aan de Hoge Technische School voor Communicatie in Kiev, in de jaren 1970-1975 Internationaal Recht aan de Universiteit van die stad. Hierna volgde een lange carrière in de diplomatie, onder meer bij de permanente vertegenwoordiging van de Oekraïense Socialistische Sovjetrepubliek bij de Verenigde Naties. In 1992 werd hij onderminister en in 1994 eerste onderminister van buitenlandse zaken. Van 1992 tot 1995 was hij tevens voorzitter van de Nationale Commissie voor Ontwapening. In zijn diverse functies bij het Oekraïense ministerie van buitenlandse zaken heeft Tarasjoek een indrukwekkende bijdrage kunnen leveren aan zowel de bilaterale relaties met de omringende landen als aan de vormgeving van de buitenlandse politiek van een staat die pas kort tevoren onafhankelijkheid verwierf.
In september 1995 werd Tarasjoek ambassadeur in de Benelux, een functie die hij twee-en-een-half jaar bekleedde. Op 8 oktober 1997 werd hij tevens hoofd van de Oekraïense missie bij de NAVO. 
Op 17 april 1998 volgde hij Hennadij Oedovenko op als minister van buitenlandse zaken, omdat laatstgenoemde zijn functie niet langer kon verenigen met zijn lidmaatschap van de Verchovna Rada, het Oekraïense parlement. In deze nieuwe functie genoot Tarasjoek de reputatie een sterk Euro-Atlantische koers te varen. Dit was ook de reden, dat hij op 29 september 2000 werd ontslagen door president Koetsjma, die zijn prioriteiten meer wilde verleggen naar de betrekkingen met Rusland. Tarasjoek werd opgevolgd door een andere carrière-diplomaat, Anatolij Zlenko, die ook minister van buitenlandse zaken was geweest van 1990 tot 1994.
In 2002 werd Tarasjoek lid van de Verchovna Rada, waar hij aan het hoofd te staan van de Commissie voor Europese Integratie. Hij is leider van de Volksbeweging van Oekraïne (Narodnyj Roech Oekrajiny), kortweg Roech en lid van de fractie van het blok Nasja Oekrajina, waartoe ook Viktor Joesjtsjenko behoort. In deze hoedanigheid is hij een leidende figuur in de Oranje Revolutie, die kort na de presidentsverkiezingen van 2004 op gang kwam. Op 25 november hield hij in het Poolse parlement een toespraak, waarin hij erop aandrong dat Polen de uitslag niet zou accepteren. Op 4 februari 2005 werd hij minister van buitenlandse zaken in de regering van Joelija Tymosjenko.
Op 26 maart 2006 deed hij mee aan de parlementsverkiezingen. Hij stond derde op de lijst "Ons Oekraïne". Op 25 mei 2006 diende premier Joeri Jechanoerov het ontslag in van het kabinet, waarna het nieuwe parlement werd ingezworen. Tarasjoek heeft in dat parlement zitting genomen.
In februari 2014 was Tarasjoek beoogd vicepremier (belast met Europese integratie) in de regering van Arseni Jatsenjoek, maar zag hier op het laatste moment van af.
Tarasjoek is oprichter van het Instituut voor Euro-Atlantische Samenwerking, een onafhankelijke denktank. Hij ontving vele nationale en internationale onderscheidingen.